# Негруцький Борис Сергійович
Негруцький Борис Сергійович — доктор біологічних наук, професор, завідувач лабораторії біосинтезу білка ІМБіГ НАН України.

## Сфера наукових інтересів
Дослідження фундаментальних механізмів біосинтезу білка у вищих евкаріотів. Відкриття явища каналювання (англ. channeling) аміноацил-тРНК в клітинах ссавців (у співавторстві з М. Дойчером (англ. Deutscher Murray P.)) та розкриття молекулярних механізмів цього процесу. Сутність запропонованого механізму каналювання полягає в тому, що аміноацил-тРНК предається від аміноацил-тРНК синтетаз до eEF1 і далі до рибосоми без дисоціації у внутрішнє середовище клітини. Це дає змогу забезпечити високу ефективність процесу, уникаючи сторонніх неспецифічних впливів, руйнування нестабільних проміжних сполук, і також шляхом узгодженої регуляції окремих стадій. Велика увага приділяється протеоміці ракових пухлин, зокрема, дослідженню компонентів апарату трансляції під час канцерогенезу. Встановлено, що онкогенна ізоформа фактора елонгації трансляції 1А2 має специфічну просторову структуру, що дозволяє їй специфічно взаємодіяти із сигнальними молекулами.

## Біографія
Народився 14 лютого 1957 року. 1974—1979 роках навчався в Донецькому державному університеті. 1979—1983 роках навчався в аспірантурі відділу механізмів трансляції генетичної інформації, ІМБіГ НАН України. 1987 році захистив дисертацію на звання кандидата біологічних наук (молекулярна біологія). 1999 році захистив докторську дисертацію «Функціональна компартменталізація апарату білкового синтезу у вищих еукаріот». 1983—2000 роках працював інженером, молодшим науковим співробітником, науковим співробітником, старшим науковим співробітником, провідним науковим співробітником ІМБГ НАН України. З 2000 року працює на посаді завідувача лабораторії біосинтезу білка, відділу механізмів трансляції генетичної інформації, ІМБГ НАН України. В 2007 році присвоєно вчене звання «професор».

## Публікації

### Монографії
Негруцький Б. С. Організація білкового синтезу у вищих еукаріотів / Під ред. Г. В. Єльської. — К. : Обереги, 2001. — 165 с. — ISBN 966-513-006-4.

### Основні наукові статті
- Trosiuk TV, Shalak VF, Szczepanowski RH, Negrutskii BS, El'skaya AV. A non-catalytic N-terminal domain negatively influences the nucleotide exchange activity of translation elongation factor 1Bα. FEBS J. 2016 Feb; 283(3):484-97. [Архівовано 18 січня 2017 у Wayback Machine.]
- Novosylna O, Doyle A, Vlasenko D, Murphy M, Negrutskii B, El'skaya A.Comparison of the ability of mammalian eEF1A1 and its oncogenic variant eEF1A2 to interact with actin and calmodulin. Biol Chem. 2016 Aug 17.
- Novosylna O, Jurewicz E, Pydiura N, Goral A, Filipek A, Negrutskii B, El'skaya A. Translation elongation factor eEF1A1 is a novel partner of a multifunctional protein Sgt1. Biochimie. 2015, Dec;119:137-45.
- Vlasenko DO, Novosylna OV, Negrutskii BS, El'skaya AV. Truncation of the A, A(∗), A' helices segment impairs the actin bundling activity of mammalian eEF1A1.FEBS Lett. 2015;589(11):1187-1193.
- Veremieva M, Kapustian L, Khoruzhenko A, Zakharychev V, Negrutskii B, El'skaya A. Independent overexpression of the subunits of translation elongation factor complex eEF1H in human lung cancer. BMC Cancer. 2014 Dec 3;14:913. [Архівовано 18 січня 2017 у Wayback Machine.]
- Shalak V, Vislovukh A, Novosylna O, Khoruzhenko A…Negrutskii B. Characterization of novel peptide-specific antibodies against the translation elongation factor eEF1A2 and their use in eEF1A2 localization in cancer tissues. Biopolymers and Cell.2014;30(6):454-461.
- Trosiuk TV, Liudkovska VV, Shalak VF, Negrutskii BS, El'skaya AV. Structural dissection of human translation elongation factor 1Bγ (eEF1Bγ): expression of full-length protein and its truncated forms. Biopolymers and Cell. 2014;30(2):96-106. [Архівовано 16 січня 2017 у Wayback Machine.]
- El'skaya AV, Negrutskii BS, Shalak VF, et al. Specific features of protein biosynthesis in higher eukaryotes Biopolym. Cell. 2013; 29(3):177-187 [Архівовано 18 січня 2017 у Wayback Machine.]
- Vislovukh A, Kratassiouk G, Porto E, Gralievska N, Beldiman C, Pinna G, El'skaya A, HarelBellan A, Negrutskii B, Groisman I. Protooncogenic isoform A2 of eukaryotic translation elongation factor eEF1 is a target of miR663 and miR744. Br J Cancer. 2013 Jun 11;108(11):2304–11. [Архівовано 11 серпня 2016 у Wayback Machine.]
- Negrutskii B, Vlasenko D, El'skaya A. From global phosphoproteomics to individual proteins: the case of translation elongation factor eEF1A. Expert Rev. Proteomics. 2012; 9(1):71–83. [Архівовано 16 січня 2017 у Wayback Machine.]
- Havrylenko S, Legouis R, Negrutskii B, Mirande M. Caenorhabditis elegans evolves a new architecture for the multiaminoacyl tRNA synthetase complex. J. Biol. Chem. 2011; 286:28476–87.
- Veremieva M, Khoruzhenko A, Zaicev S, Negrutskii B, El'skaya A. Unbalanced expression of the translation complex eEF1 subunits in human cardioesophageal carcinoma. Eur. J. Clin. Invest. 2011; 41:269–76. [Архівовано 18 січня 2017 у Wayback Machine.]
- Kaminska M, Havrylenko S, Decottignies P, Le Marachal P, Negrutskii B, Mirande M. Dynamic organization of aminoacyl trna synthetase complexes in the cytoplasm of human cells. J. Biol. Chem. 2009; 284: 13746–54.
- Negrutskii BS, El'skaya AV. Eukaryotic translation elongation factor 1 alpha: structure, expression, functions, and possible role in aminoacyltRNA channeling. Prog. Nucleic Acid Res. Mol. Biol. 1998; 60:47–78. [Архівовано 16 січня 2017 у Wayback Machine.]